# Balacra elegans
Balacra elegans là một loài bướm đêm thuộc phân họ Arctiinae, họ Erebidae.